# 5958 Barrande
Az 5958 Barrande (ideiglenes jelöléssel 1989 BS1) a Naprendszer kisbolygóövében található aszteroida. Antonín Mrkos fedezte fel 1989. január 29-én.